# لیزا استویا
لیزا استویا (انگلیسی: Lisa Stoia؛ زادهٔ ۲۸ اوت ۱۹۸۲) بازیکن فوتبال اهل ایالات متحده آمریکا است.
از باشگاه‌هایی که در آن بازی کرده‌است می‌توان به اشاره کرد.
وی همچنین در تیم ملی فوتبال زیر ۲۳ سال زنان ایالات متحده آمریکا بازی کرده‌است.